# كيرياك كوستاندي
كيرياك كوستيانتينوفيتش كوستاندي (بالأوكرانية: Киріак Костянтинович Костанді)‏، (3 أكتوبر [بالتقويم القديم: 21 سبتمبر
] 1852 - 31 أكتوبر 1921) هو رسام وعالم فني من الإمبراطورية الروسية. وعضو في الحركة الفنية الواقعية الروسية الهائمون، كما قام برسم العديد من اللوحات الانطباعية.
ترتبط معظم حياة كوستاندي وعمله بمدينة أوديسا (الآن في أوكرانيا) في جنوب غرب الإمبراطورية الروسية حيث عاش معظم حياته. تعرض لوحاته في متاحف أوديسا وكييف وموسكو وسانت بطرسبرغ.

## حياته
ولد كوستاندي عام 1852 في دوفينوفكا، بالقرب من مدينة أوديسا، في عائلة من أصل يوناني. تخرج من مدرسة أوديسا للرسم [الإنجليزية] في عام 1874، ثم من أكاديمية سانت بطرسبورغ للفنون في عام 1882. ثم عاد إلى أوديسا حيث رسم وقام بالتدريس في مدرسة الرسم. في عام 1897 انضم إلى الهائمون. لعب كوستاندي دورًا مهمًا في تقديم أيديولوجية الهائمون إلى أوكرانيا. كان أحد مؤسسي جمعية فناني جنوب روسيا، وشغل منصب رئيس الجمعية من عام 1902 إلى عام 1920. في عام 1907 انتخب عضواً في أكاديمية سانت بطرسبورغ للفنون. وفي عام 1917 شغل منصب مدير متحف مدينة أوديسا.
كان كوستاندي واقعيًا صارمًا، وكان معارضًا لكل اتجاه شكلي. لقد كان في الأساس رسامًا نوعياً، ولكنه قام أيضًا ببعض رسم المناظر الطبيعية والرسم البورتريه. بعد وفاته، أنشأ أتباعه جمعية الفنانين كوستاندي.

## معرض صور

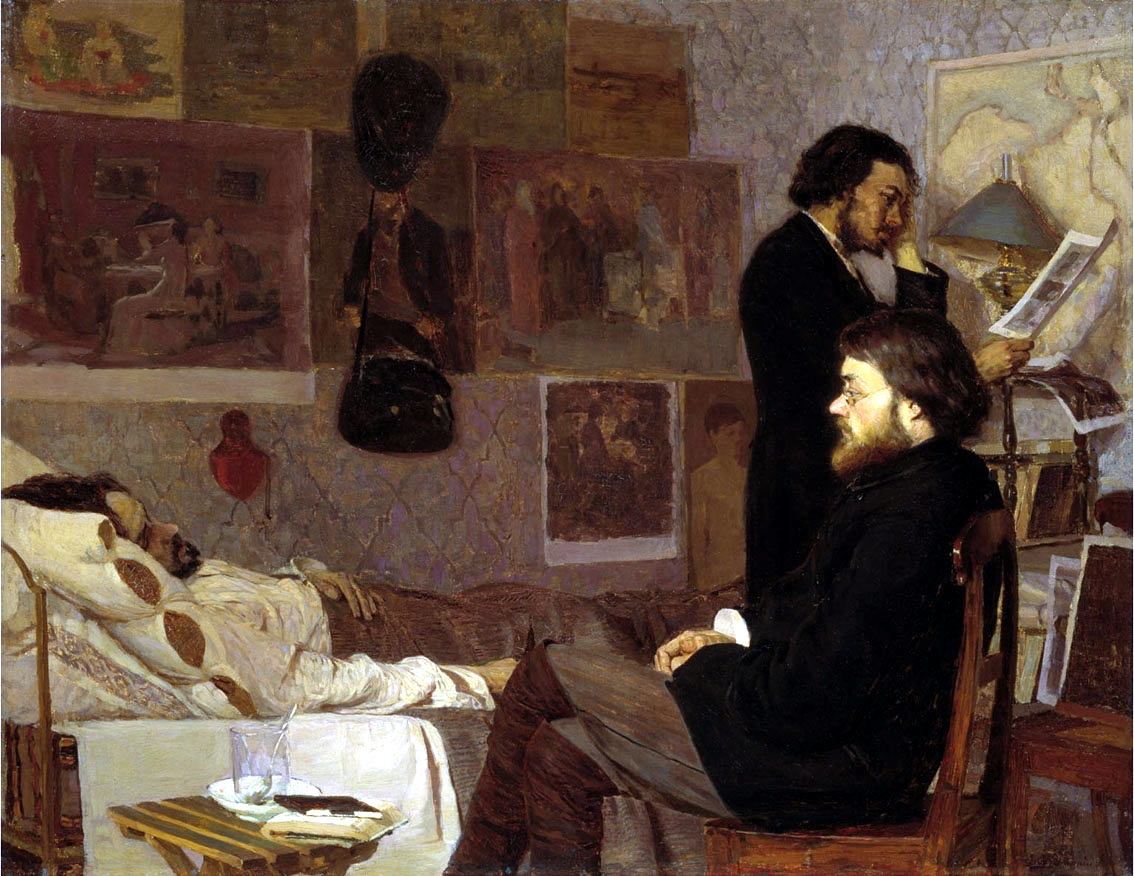
(1884)
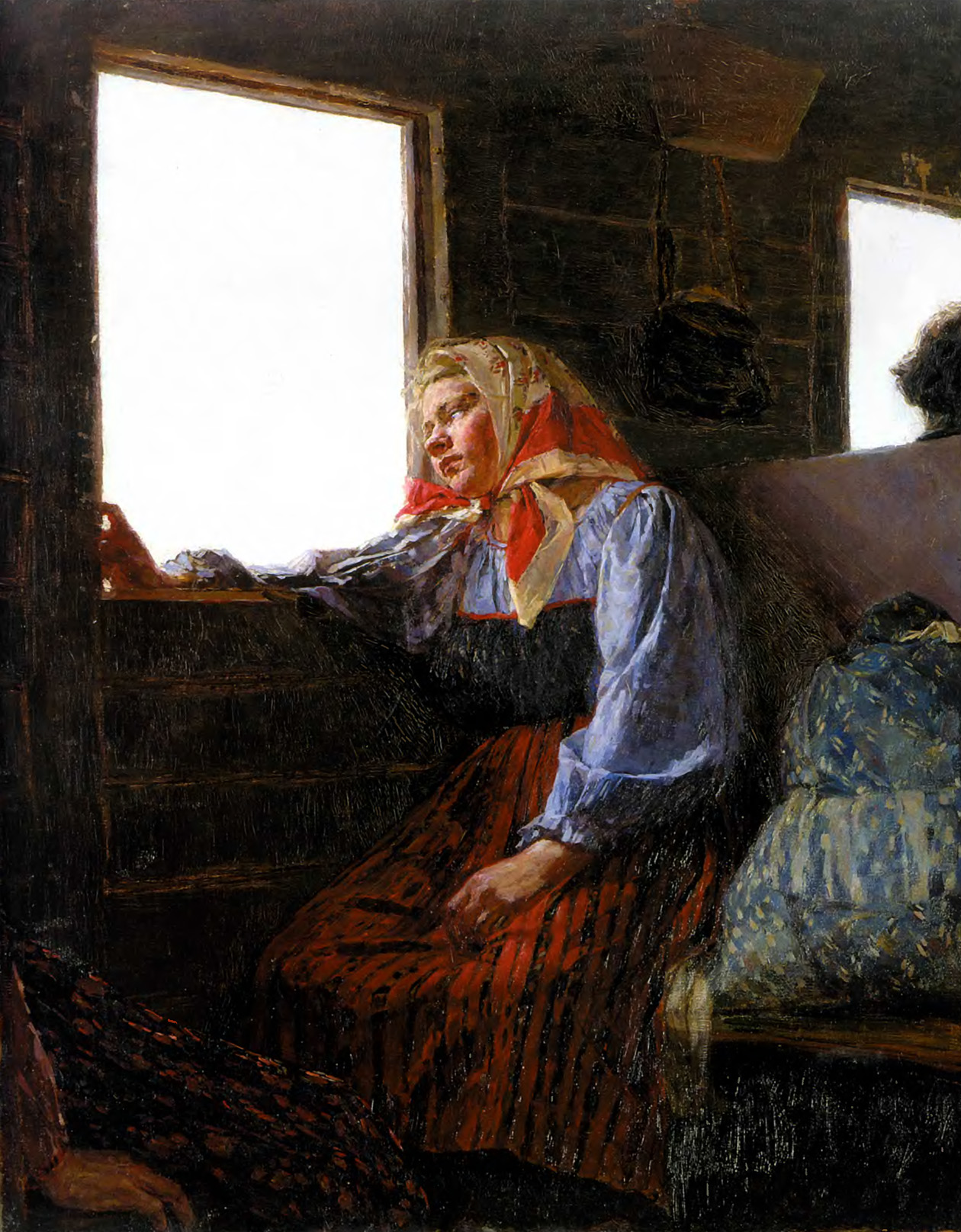
الخروج إلى العالم (1885)
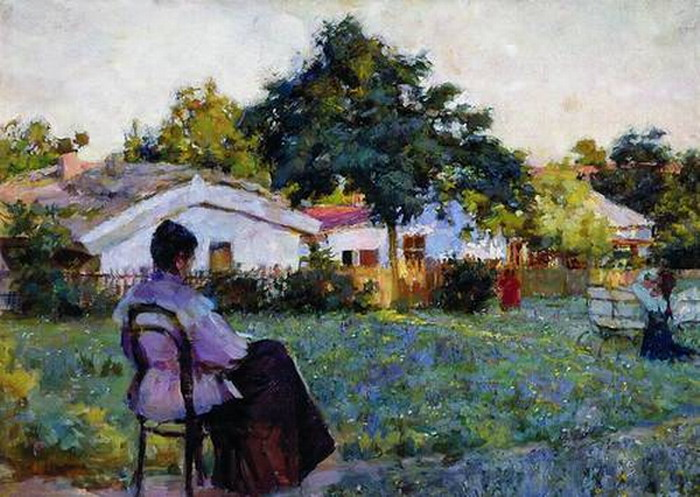
في جميع الأنحاء (1892)
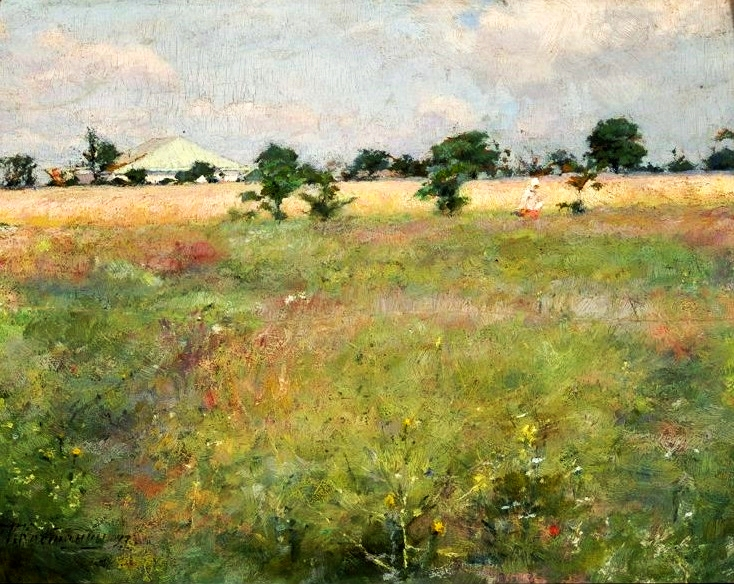
المركز الطبيعي (1897)
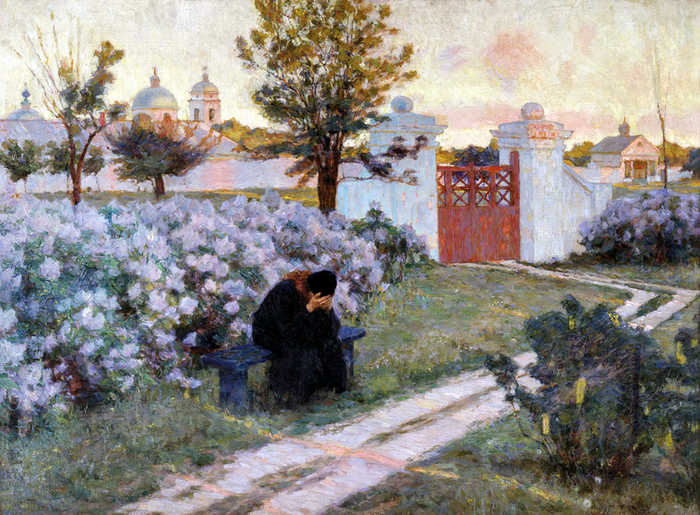
كلوني (1902)
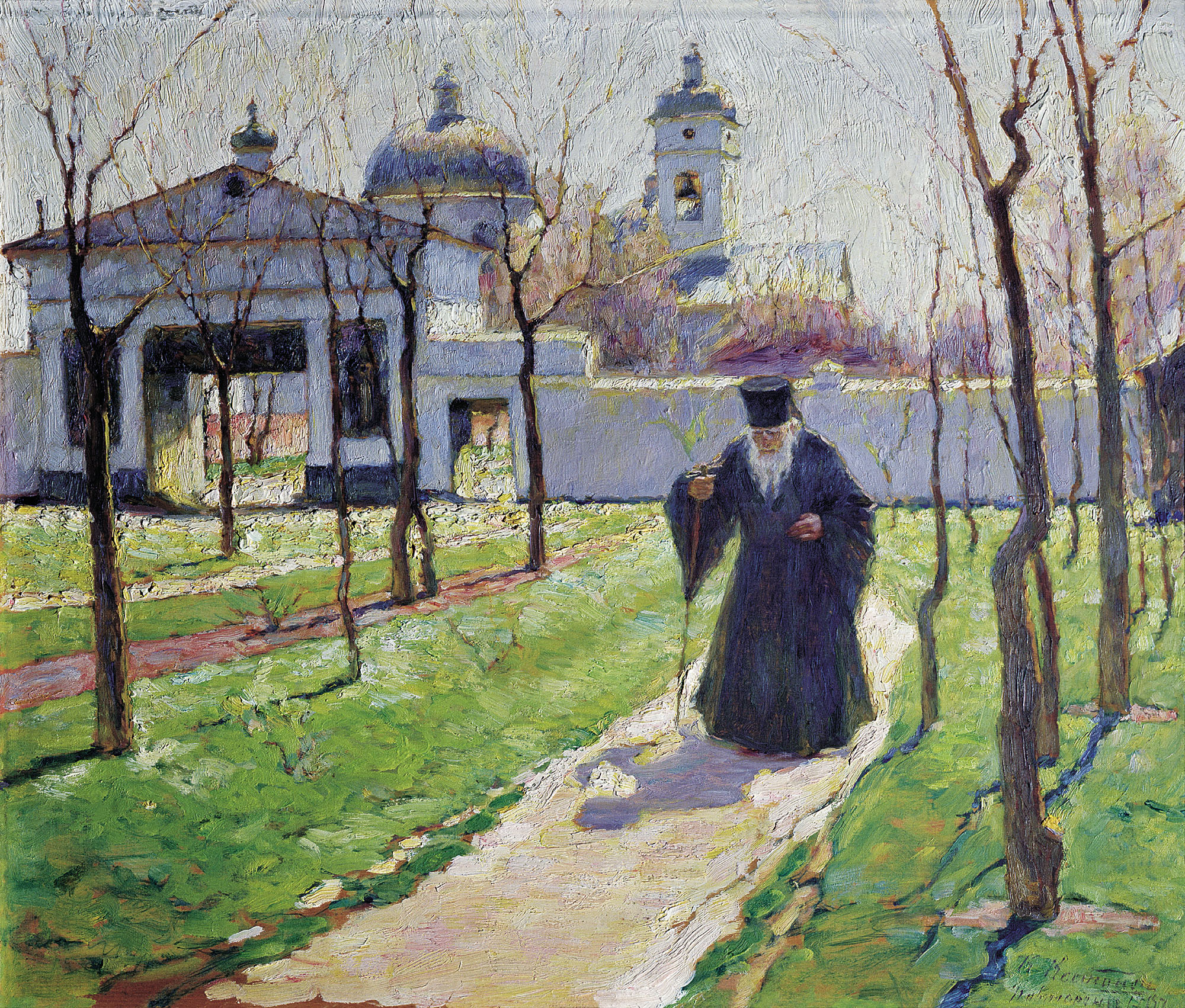
أوائل الربيع (1915)
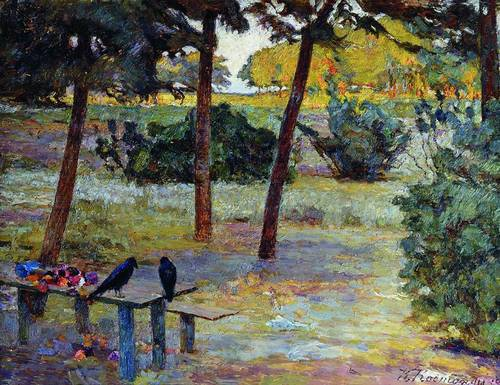
الغراب. الربيع (1915)